# Chruściele (Ełk)
Chruściele (deutsch Chroscziellen, 1933–1945 Kreuzfeld) ist ein Dorf in der polnischen Woiwodschaft Ermland-Masuren, das zur Gmina Ełk (Landgemeinde Lyck) im Powiat Ełcki (Kreis Lyck) gehört.

## Geographische Lage
Chruściele liegt am Südwestufer des Lyck-Sees (polnisch Jezioro Ełckie) im südlichen Osten der Woiwodschaft Ermland-Masuren, vier Kilometer südwestlich der Kreisstadt Ełk (Lyck).

## Geschichte
Im Jahre 1483 wurde das kleine, nach 1785 Chrosczellen, nach 1818 Chrosciellen und nach 1871 Chroscziellen genannte Dorf gegründet. Zwischen 1874 und 1945 war es als eigenständige Landgemeinde in den Amtsbezirk Lyck-Land eingegliedert, der seinen Sitz in Neuendorf (polnisch Nowa Wieś Ełcka) im Kreis Lyck im Regierungsbezirk Gumbinnen (ab 1905 Regierungsbezirk Allenstein) der preußischen Provinz Ostpreußen hatte. In Chroscziellen lebten im Jahr 1910 insgesamt 113 Einwohner.
Aufgrund der Bestimmungen des Versailler Vertrags stimmte die Bevölkerung im Abstimmungsgebiet Allenstein, zu dem Chroscziellen gehörte, am 11. Juli 1920 über die weitere staatliche Zugehörigkeit zu Ostpreußen (und damit zu Deutschland) oder den Anschluss an Polen ab. In Chroscziellen stimmten 80 Einwohner für den Verbleib bei Ostpreußen, auf Polen entfielen keine Stimmen.
Am 8. Mai 1933 wurde Chroscziellen in Kreuzfeld umbenannt, im Zuge einer später systematisch durchgeführten nationalsozialistischen Umbenennungsaktion. Die Einwohnerzahl belief sich im gleichen Jahr auf 129 und betrug 1939 noch 124.
In Kriegsfolge kam das Dorf 1945 mit dem gesamten südlichen Ostpreußen zu Polen und erhielt die polnische Namensform Chruściele. Es ist heute Sitz eines Schulzenamtes (polnisch Sołectwo) und somit eine Ortschaft im Verbund der Gmina Ełk (Landgemeinde Lyck) im Powiat Ełcki (Kreis Lyck), bis 1998 der Woiwodschaft Suwałki, seither der Woiwodschaft Ermland-Masuren zugehörig.

## Religionen
Bis 1945 war Chroscziellen in die evangelische Pfarrgemeinde von Lyck in der Kirchenprovinz Ostpreußen der Evangelischen Kirche der Altpreußischen Union sowie in die katholische Pfarrgemeinde St. Adalbert in Lyck im Bistum Ermland eingepfarrt.
Heute gehört Chruściele sowohl katholischer- wie auch evangelischerseits zu Ełk im Bistum Ełk der Römisch-katholischen Kirche in Polen bzw. in der Diözese Masuren der Evangelisch-Augsburgischen Kirche in Polen.

## Verkehr
Chruściele liegt am Rande der Kreisstadt Ełk und ist von dort über den Stadtteil Grunwaldzkie über die Nebenstraße 1864N in Richtung Mostołty (Mostolten) zu erreichen. Außerdem besteht eine Verbindung von Szarek (Sarken) hierher. Eine Bahnanbindung existiert nicht.